# Josep Palau Oller
Josep Palau Oller (Barcelona, 5 de gener de 1888 – Barcelona, 31 de juliol de 1961) fou un polifacètic artista pictòric i dissenyador de mobles, estampats tèxtils i joguines. També fou el pare de l'escriptor, poeta i crític d'art Josep Palau i Fabre.